# ياماتو واكاتسوكي
ياماتو واكاتسوكي (باليابانية: 若月 大和) (مواليد 18 يناير 2002) هو لاعب كرة قدم ياباني.

## وصلات خارجية
- ياماتو واكاتسوكي على موقع رابطة كرة القدم اليابانية للمحترفين (اليابانية)
- ياماتو واكاتسوكي على موقع قاعدة بيانات كرة القدم.إي يو (الإنجليزية)
- ياماتو واكاتسوكي على موقع Soccerway.com (الإنجليزية)
- ياماتو واكاتسوكي على موقع عالم كرة القدم.نت (الإنجليزية)